# Вона (приток Светицы)
Вона — река в России, протекает в Кичменгско-Городецком районе Вологодской области. Устье реки находится в 3 км по правому берегу реки Светица. Длина реки составляет 28 км.
Исток реки находится в северо-восточной части обширного болота Кибринское неподалёку от границ с Нюксенским и Бабушкинским районами в 12 км к северо-востоку от деревни Логдуз. Генеральное направление течения — северо-восток, русло сильно извилистое. Притоки — Чёрная Вона, Баранья, Крохалица (все — правые). Верхнее течение проходит по ненаселённому сильно заболоченному лесному массиву. В среднем течении протекает нежилую деревню Хохлово. В нижнем течении протекает деревню Обакино, в черте которой впадает в Светицу. Ширина реки в нижнем течении около 10 метров, скорость течения 0,3 м/с.

## Данные водного реестра
По данным государственного водного реестра России и геоинформационной системы водохозяйственного районирования территории РФ, подготовленной Федеральным агентством водных ресурсов:
- Бассейновый округ — Двинско-Печорский;
- Речной бассейн — Северная Двина;
- Речной подбассейн — Малая Северная Двина;
- Водохозяйственный участок — Юг;
- Код водного объекта — 03020100212103000010828.